# Катастрофа DC-6 на Симии
Катастрофа DC-6 на Симии — авиационная катастрофа грузового самолёта Douglas DC-6A авиакомпании Alaska Airlines, произошедшая в пятницу 21 июля 1961 года на острове Симия (Алеутские острова), при этом погибли 6 человек.

## Экипаж
- Командир воздушного судна — Эвард Ф. Боумэн (англ. Edward F. Bowman)
- Заместитель командира — Галвин В. Саржент (англ. Galvin W. Sargent)
- Второй пилот — Джон Ф. Бирд-младший (англ. John F. Bird, Jr.)
- Бортинженер — Уильям Донован (англ. William Donovan)
- Бортинженер — Дуайт Бабкок (англ. Dwight Babcock)
- Штурман — Эдсон А. Марарен (англ. Edson A. Marahrens)

## Полёт к аэропорту
Борт N6118C был зафрахтован Военно-воздушной транспортной службой для выполнения чартерного рейса CKA-779 по доставке груза с авиабазы Тревис (Фэйрфилд, штат Калифорния) на авиабазу Татикава (Япония). 20 июля без груза самолёт вылетел с авиабазы Пейн (Эверетт, штат Вашингтон), и, выполнив нормальный полёт, благополучно приземлился на авиабазе Тревис. Здесь военные под наблюдением бортинженера разместили на борту 25 999 фунтов (11 793 кг) груза. Затем рейс 779 вылетел из Тревиса и направился к Анкориджу (штат Аляска) для промежуточной остановки с целью дозаправки, а также чтобы взять на борт штурмана.
В Анкоридже экипаж получил прогноз погоды по маршруту полёта до последней промежуточной остановки на пути к Татикаве — Симии. Также была получена информация НОТАМ по полёту в Симию, но стоит отметить, что эта информация не содержала сведения, что в аэропорту назначения не работают огни подхода, а также часть огней полосы. Полёт по приборам до Симии по плану должен был длиться 6 часов 40 минут, над Алеутскими островами ожидалась тёплая погода и обширные области тумана, в том числе до 500 километров к востоку от аэропорта назначения. В 19:40 в соответствии с планом полёта авиалайнер вылетел из Анкориджа.
Связь с аэродромом Симия рейс 779 установил в 00:45 уже 21 июля и передал, что находится в точке координат 55°46′ с. ш. 179°08′ в. д. на эшелоне 100 (3 км) между слоев облаков, запас топлива на борту 9560 фунтов (4336 кг). Ещё через 43 минуты (01:28) экипаж доложил, что находится в 100 милях к востоку от аэропорта и рассчитывает совершить посадку в 01:55. В ответ из Симии на борт передали: На радиолокаторе движение не наблюдается, продолжайте следовать на «Симия-Гомер», снижайтесь и занимайте 5500 футов (1676 м), связь с подходом на 134,1. Экипаж подтвердил получение информации: Аляска 779, понял. В 01:45 на частоте 134,1 МГц была установлена связь с диспетчером подхода, а на экране его радиолокатора засветка самолёта появилась на удалении примерно 18 миль к северо-северо-востоку от аэропорта, высота полёта при этом составляла 5500 футов.

## Катастрофа
В ходе расследования происшествия было обнаружено грубое нарушение в работе диспетчерского пункта аэропорта Симия — радиопереговоры между диспетчерами и самолётом не записывались, из-за чего следователи не могли точно установить, какую же на самом деле информацию передавали экипажу, а приходилось опираться только на показания диспетчеров. Как рассказывал диспетчер подхода, он предупредил экипаж, что на глиссаде на отрезке от мили до ¼ мили от полосы возможны порывы ветра (англ. Wind burble). Также на борт была передана фактическая погода: сплошная облачность с нижней границей 200 футов (61 м), неба не видно, туман, видимость 1 миля, настройка высотомера 29.86. Согласно показаниям диспетчера, рейс 779 вошёл в глиссаду по установленной схеме, в дальнейшем сохраняя верный курс посадки. Далее согласно показаниям радиолокатора лайнер находился в 2 милях от аэропорта, когда вдруг опустился под глиссаду примерно на 10—15 футов (3—4,5 м), на что диспетчер дал указание экипажу снизить вертикальную скорость снижения, однако самолёт так и продолжал оставаться под глиссадой. В миле от аэропорта DC-6 уже был на 30—40 футов (9—12 м) ниже глиссады, поэтому диспетчер вновь предупредил о необходимости перейти в набор высоты, но экипаж и на этот раз не предпринял никаких действий.
Снижаясь к полосе и пролетая над огнями подхода, «Дуглас» продолжал оставаться на 30—40 футов под глиссадой, о чём диспетчер несколько раз предупреждал экипаж, хотя при этом не уточняя, насколько ниже глиссады тот находится. Диспетчер однако не считал ситуацию чрезвычайной, так как, даже следуя под глиссадой, самолёт всё равно находился гораздо выше минимальной безопасной высоты. Также диспетчер утверждал, что пилоты поняли инструкции по выполнению посадки и были хорошо знакомы со схемой аэропорта. Затем в 02:11 рейс 779 исчез с экрана радиолокатора, однако в аэропорту так и не приземлился, поэтому в 02:12 диспетчер дал сигнал тревоги. Как было установлено, в этот момент самолёт с выпущенными шасси и закрылками в 200 футах (61 м) от торца полосы врезался носовой стойкой шасси в склон набережной всего в 18 футах (5,5 м) ниже вершины. Проскользив по земле вверх, машина достигла гребня, на котором разломилась пополам, после чего передняя часть фюзеляжа соскользнула к полосе. Вытекшее из повреждённых баков топливо воспламенилось, вызвав сильный пожар, который почти полностью уничтожил самолёт. Все 6 членов экипажа на борту погибли.

## Причины

### Предварительные результаты
Кабина самолёта была почти полностью уничтожена, а потому точно определить положение органов управления оказалось невозможно. Но по изучению характера повреждений двигателей и воздушных винтов было определено, что в момент катастрофы частота вращения двигателей составляла 2407—2420 оборотов в минуту, то есть двигатели были исправны. Вес самолёта при вылете из Анкориджа составлял 107 006 фунтов (48 537 кг) при максимально допустимом 107 000 фунтов (48 534 кг). Максимально допустимый посадочный вес был оценён 92 360 фунтов (41 894 кг); по данным найденного среди обломков журнала бортинженера вес самолёта на 01:35 (50 миль от Симии) был определён как 92 346 фунтов (41 887 кг). Скорость при посадке согласно РЛЭ должна была составлять 120—130 узлов.
Когда на следующий день после происшествия был изучен аэродром, то выяснилось, что, оказывается, за пару дней до трагедии был обрезан кабель питания, шедший вдоль полосы. Это сделали, так как он мешал строительной технике въехать на территорию, но из-за этого в свою очередь теперь не горели красные фонари на шести опорах огней подхода к полосе 10, а также 2 из 4 зелёных огней, означающих торец полосы, и первые четыре пары огней самой ВПП. Из-за беспорядка в аэропорту диспетчеры не предупреждали прибывающие самолёты о данной неисправности.

### Анализ данных
Комиссия установила, что самолёт был исправен и обслуживался в соответствии с установленными процедурами и правилами. Загрузка на авиабазе Тревис выполнялась по правилам и не могла способствовать созданию аварийной ситуации. Также не было найдено никаких доказательств, что до момента столкновения произошло смещение груза (могло изменить центровку). Борт N6118C был приспособлен для выполнения грузовых перевозок. Тип топлива в баках самолёта соответствовал установленному; по данным технической экспертизы, все двигатели в момент катастрофы работали в нормальном режиме и без отклонений. Анализ записей, сделанных в журнале бортинженера, давал основания прийти к выводу, что не было никакого загрязнения топлива, либо топливных систем, как и нарушения в подаче топлива в двигатели, а расход был в пределах нормы. Отказов систем и плоскостей управления до столкновения не было. Также до удара о землю структурная целостность не была нарушена. В момент катастрофы шасси и закрылки были выпущены и зафиксированы. Не было найдено вообще никаких доказательств, что на борту были какие-либо неисправности или отказы систем и оборудования.
Первый радиоприёмник был настроен на частоту 134,1 МГц, для связи с оператором собственной авиакомпании, то есть если бы экипаж и передавал сообщение о чрезвычайной ситуации, то диспетчер бы его не услышал. Однако на эту частоту был настроен радиоприёмник в расположенном в этом же аэропорту офисе авиакомпании Northwest Airlines, где также не слышали никаких объявлений от экипажа о чрезвычайной ситуации на борту. Из этого следовало, что ситуация с самолётом была скоротечной, почти мгновенной, а потому экипаж не успел предупредить о ней по радиосвязи.
Метеорологический минимум командира самолёта составлял 400 футов (122 м) вертикальной видимости на ¾ мили горизонтальной. Однако погодные условия в аэропорту были хуже, в том числе нижняя граница облачности была отмечена как 200 футов (61 м), хотя фактически колебалась от 100 до 300 футов (30—91 м), а горизонтальная видимость не превышала ½ мили. Но стоит отметить, что Бюро погоды допускало на практике выполнение посадки в таких условиях. Свидетели наблюдали включённые посадочные фары, что также даёт возможность определить, что некоторое время лайнер находился ниже облаков. Также то, что посадочные фары были включены до выхода из облаков, следовательно, в облаках они создали яркий экран, который мог ослепить экипаж, из-за чего у пилотов затем возникли сложности с переходом на визуальный полёт. На небе в это время не было ни луны, ни солнца, а катастрофа произошла в полной темноте.
Лётный опыт командира даёт основания предполагать, что он контролировал высоту по высотомеру и видел прохождение высоты принятия решения, на которой должен был уходить на второй круг, если бы не увидел аэродром. Однако так как снижение было продолжено, то экипаж, возможно, увидел огни полосы и рассчитывал на успешную посадку. Стробоскоп в аэропорту работал, но его луч был направлен на 4½° выше глиссады (3°), из-за чего в условиях и так уже ограниченной видимости для самолётов на глиссаде был практически невидим. Также до экипажа не была доведена информация, что в аэропорту не горят 6 пар красных огней подхода, 2 зелёных огня в торце полосы и 4 первые пары белых огней полосы. Из-за таких нарушений освещения аэропорта командир экипажа не мог точно определить своё местонахождение относительно полосы, а также не заметил снижение под глиссаду, хотя последнее и не было критическим.

### Заключение
Согласно заключению комиссии, катастрофа произошла из-за неработающей части освещения полосы, в том числе огней подхода, а также нарушений в работе авиадиспетчера, который на заключительных этапах захода на посадку не передавал пилотам точную информацию об их местонахождении.

### Комментарии
1. ↑  Здесь и далее указано Берингово время (UTC−11:00).